# Cardiosace callima
Cardiosace callima là một loài bướm đêm trong họ Noctuidae.